# 加州國民警衛隊

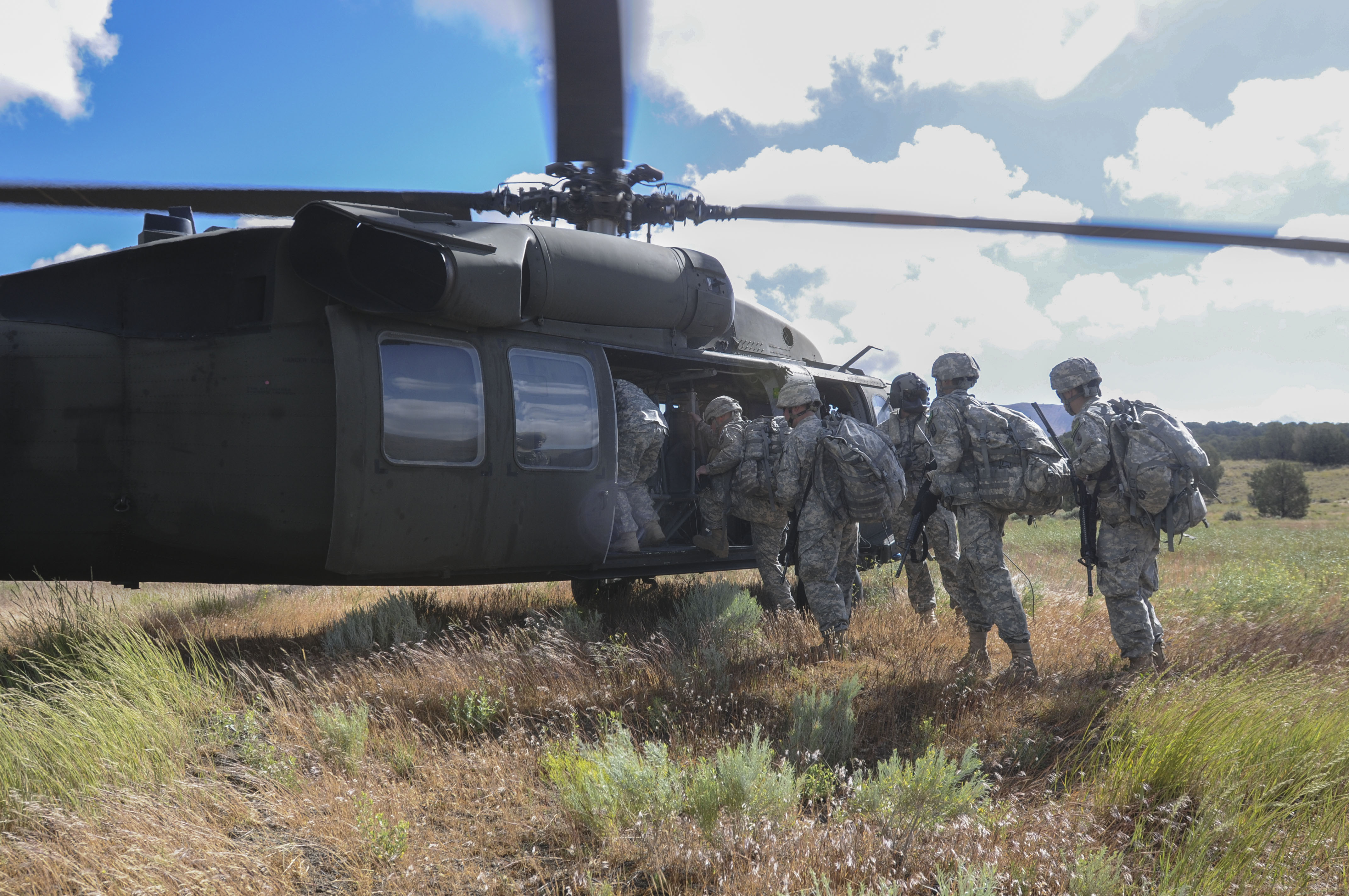
2014年，在猶他州威廉姆斯營地訓練期間，加州國民警衛隊隊員登上UH-60黑鷹直升機

加利福尼亞國民警衛隊（英語：California National Guard），简称加州國民兵，是美國國民警衛隊的一部分，美國國民警衛隊是一支聯邦和州雙重軍事預備隊。 加州國民警衛隊由三個部分組成：加州陸軍國民警衛隊、加州空軍國民警衛隊和加州警衛隊。 它的總兵力超過24,000人，是美國各州最大的國民警衛隊。從2001年至2012年1月，加州國民警衛隊已在海外部署了38,000多次，在此期間，有29名加州國民警衛隊士兵在伊拉克陣亡，2人在阿富汗陣亡。

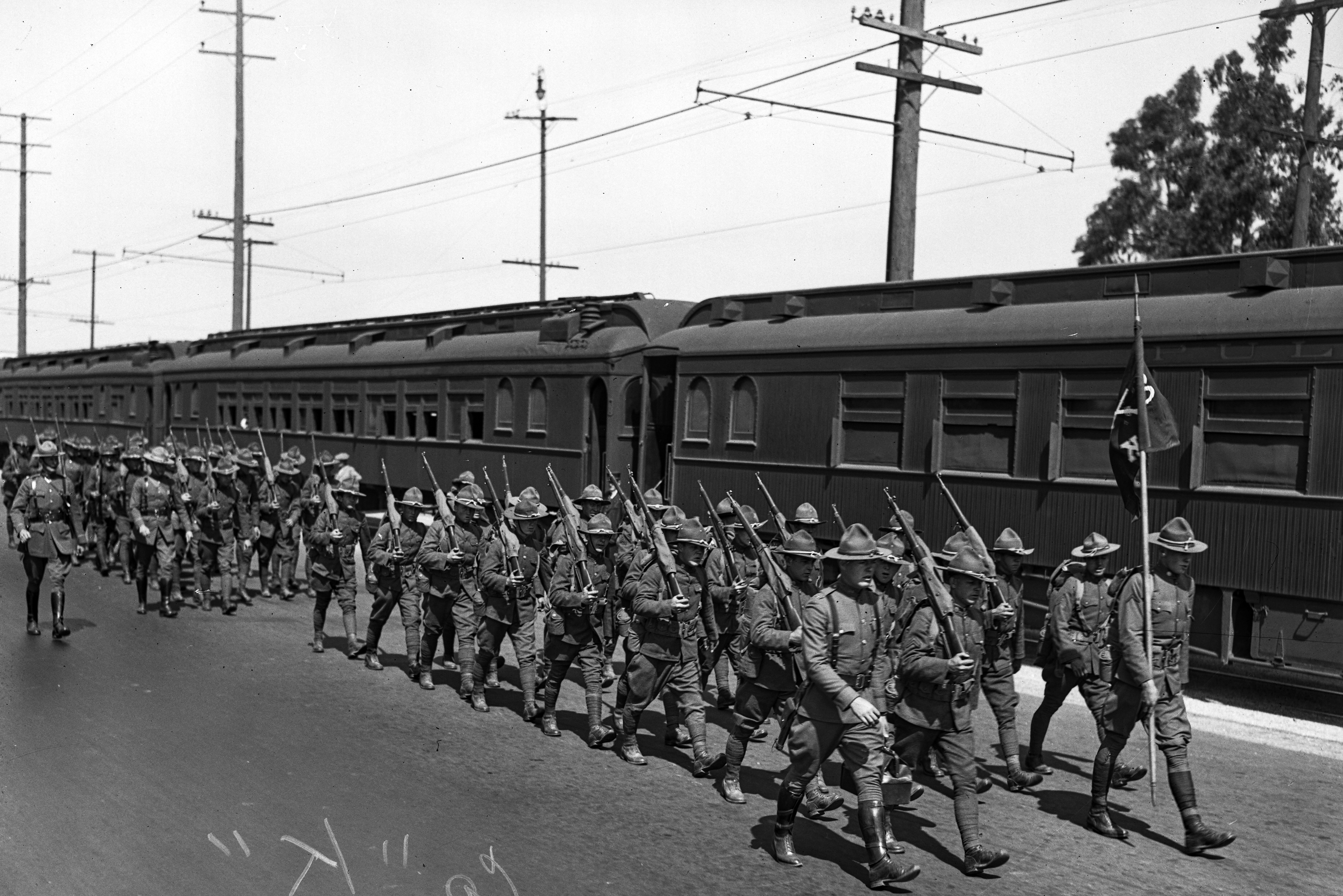
1924年8月17日，加利福尼亞國民警衛隊第160步兵團的部隊抵達洛杉磯

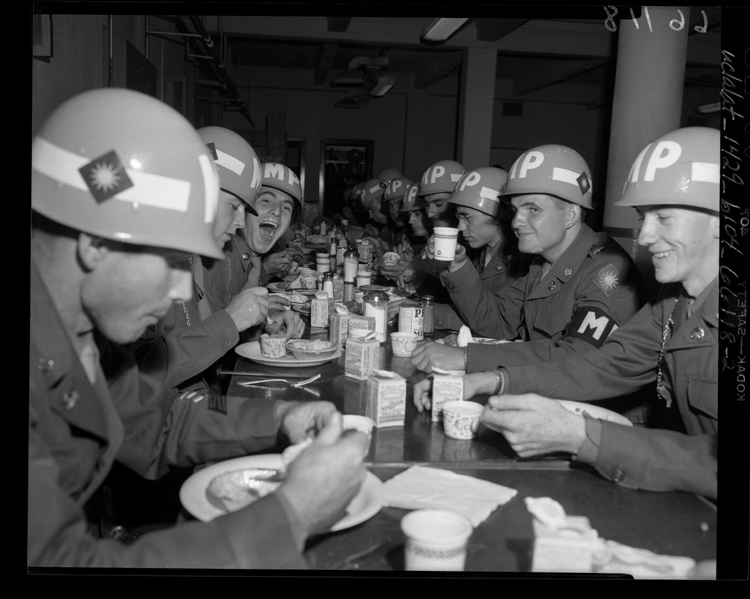
加州國民警衛隊憲兵，1950年

美國憲法明確規定國民警衛隊承擔聯邦和州的雙重任務。 在州長控制下，國民警衛隊的職能範圍從非緊急情況下的有限行動到地方執法官員無法再維持民事控制的全面戒嚴執法。國民警衛隊可應總統或國會的號召而被召入聯邦服役。
當國民警衛隊被召集到聯邦服役時，總統擔任總司令。分配給國民警衛隊的聯邦任務是：“提供訓練有素、裝備精良的部隊，以便在戰爭、國家緊急情況或其他需要時迅速動員。”
在緊急情況或特殊情況下，加利福尼亞州州長可以召集加利福尼亞國民警衛隊的個人或單位進入聯邦服役。國民警衛隊的州使命是：“為國內緊急情況或州法律另有規定提供訓練有素、紀律嚴明的部隊。”

## 組成
- 加州陸軍國民警衛隊（英语：California Army National Guard） (CA ARNG)
- 加州空軍國民警衛隊 (CA ANG)
- 加州州警衛隊（英语：California State Guard） (CSG)